# Campeonato Pan Continental de Curling Femenino de 2022
El I Campeonato Pan Continental de Curling Femenino se celebró en Calgary (Canadá) entre el 31 de octubre y el 6 de noviembre de 2022 bajo la organización de la Federación Mundial de Curling (WCF) y la Federación Canadiense de Curling.
Las competiciones se realizaron en la WinSport Arena de la ciudad canadiense.

## Tabla de posiciones
| Pos | Equipo         | G | P | G–P |
| --- | -------------- | - | - | --- |
| 1   | Estados Unidos | 7 | 1 | 1–0 |
| 2   | Canadá         | 7 | 1 | 0–1 |
| 3   | Japón          | 6 | 2 | 1–0 |
| 4   | Corea del Sur  | 6 | 2 | 0–1 |
| 5   | Nueva Zelanda  | 4 | 4 | –   |
| 6   | Australia      | 3 | 5 | –   |
| 7   | Kazajistán     | 2 | 6 | –   |
| 8   | Hong Kong      | 1 | 7 | –   |
| 9   | Brasil         | 0 | 8 | –   |

## Fase final
|  | Semifinales    | Semifinales   |   |        | Final          | Final |  |
|  |                |               |   |        |                |       |  |
|  |                |               |   |        |                |       |  |
|  | Japón          | 6             |   |        |                |       |  |
|  | Canadá         | 5             |   |        |                |       |  |
|  |                |               |   |        |                |       |  |
|  |                |               |   |        |                |       |  |
|  |                |               |   |        | Japón          | 8     |  |
|  |                | Corea del Sur | 6 |        |                |       |  |
|  |                |               |   |        |                |       |  |
|  |                |               |   |        |                |       |  |
|  |                |               |   |        | Tercer lugar   |       |  |
|  |                |               |   |        |                |       |  |
|  | Estados Unidos | 4             |   | Canadá | 7              |       |  |
|  | Corea del Sur  | 11            |   |        | Estados Unidos | 5     |  |

## Medallistas
| Evento | Oro                                                                               | Plata                                                         | Bronce                                                                                       |
| ------ | --------------------------------------------------------------------------------- | ------------------------------------------------------------- | -------------------------------------------------------------------------------------------- |
| Equipo | Japón Satsuki Fujisawa Chinami Yoshida Yumi Suzuki Yurika Yoshida Kotomi Ishizaki | Corea del Sur Ha Seung-Youn Kim Hye-Rin Yang Tae-I Kim Su-Jin | Canadá · Kerri Einarson · Valerie Sweeting · Shannon Birchard · Briane Harris · Rachel Brown |